# Vajda Dániel (labdarúgó)
Vajda Dániel (Budapest, 1998. december 19. –) magyar labdarúgó, kapus. Játszott a magyar U18-as labdarúgó-válogatottban. Három alkalommal kapott játéklehetőséget a magyar U19-es labdarúgó-válogatott színeiben.
Pályafutását a  Szigetszentmiklósi TK-nál kezdte kilencéves korában. 2015-ben a szigetszentmiklósi csapattól a Budapest Honvéd második csapatához került. 2016. január 15-én a Honvéd kölcsönbe adta a Szigetszentmiklósi TK-nak, ahol 2016. június 30-ig volt a csapat tagja. 2017-től a Budapest Honvéd első csapatának játékoskeretéhez tartozik.
2015-ben tagja volt a Puskás–Suzuki-kupát nyert U17-es csapatnak, ahol a torna legjobb kapusává választották.
A 2016–17-es idény második felét kölcsönben Budaörsön töltötte és öt másodosztályú bajnokin védett, a 2017–2018-as szezonra pedig a Dorogi FC vette kölcsön.